# دانشگاه پاموکاله
دانشگاه پاموکاله (PAU) یک دانشگاه دولتی در دنیزلی، ترکیه است. این دانشگاه ۴۵۰۰۰ دانشجو و ۱۴۰۰ دانشگاهی دارد. دانشگاه پاموکاله به عنوان یک مدرسه عادی زنانه در سال ۱۹۵۷ در دنیزلی شروع به فعالیت کرد. سپس در سال ۱۹۷۶ به مؤسسه آموزش تبدیل شد و در سال ۱۹۸۲ تحت دانشگاه Dokuz Eylül به عنوان کالج آموزشی دنیزلی خدمت کرد. آکادمی دولتی مهندسی و معماری دنیزلی نیز در سال ۱۹۵۵ افتتاح شد و بعداً به دانشکده مهندسی تبدیل شد.